# Migueli Ramos
Miguel Ramos Vargas, más conocido como Migueli (Málaga, 12 de diciembre de 1942-Málaga, 27 de noviembre de 2002), fue un futbolista español.

## Trayectoria
Migueli formó parte, durante toda su trayectoria como futbolista, del CD Málaga, a excepción de dos temporadas, la temporada 1966/67 que jugó en el Cádiz CF y otra en la que jugó cedido en el Club Deportivo Alhaurino cuando formaba parte del Atlético Malagueño. Hasta la fecha, es el jugador malaguista que más partidos ha jugado con el Málaga en Primera División con un total de 271 partidos, incluyendo todas sus denominaciones históricas. También es el jugador malaguista con más partidos jugados en el total de las categorías, con 463 partidos disputados.
Debutó en primera en un partido entre la UD Las Palmas y el Málaga el 10 de septiembre de 1967.
Llegó además a disputar dos partidos con la selección española, debutando en un partido contra Irlanda del Norte el 16 de febrero de 1972 en Hull, Reino Unido, convirtiéndose en el primer jugador del Málaga en participar en un partido con la selección nacional absoluta. El otro partido lo disputó en Málaga ante Grecia, el 21 de febrero de 1973.
La puerta número 8 del estadio La Rosaleda se denomina "Puerta Migueli" en su honor.

## Clubes
| Club         | País   | Año       |
| ------------ | ------ | --------- |
| CA Malagueño | España | 1961-1966 |
| CD Alhaurino | España |           |
| Cádiz CF     | España | 1966-1967 |
| CD Málaga    | España | 1967-1980 |